# Diocesi di Tuxpan
La diocesi di Tuxpan (in latino Dioecesis Tuxpaniensis) è una sede della Chiesa cattolica in Messico suffraganea dell'arcidiocesi di Jalapa. Nel 2022 contava 864.000 battezzati su 1.124.000 abitanti. È retta dal vescovo Roberto Madrigal Gallegos.

## Territorio
La diocesi comprende parte dello stato messicano di Veracruz e 3 comuni dello stato di Puebla.
Sede vescovile è la città di Tuxpan, dove si trova la cattedrale di Nostra Signora Assunta (Nuestra Señora de la Asunción).
Il territorio si estende su una superficie di 19.000 km² ed è suddiviso in 62 parrocchie.

## Storia
La diocesi è stata eretta il 9 giugno 1962 con la bolla Non latet di papa Giovanni XXIII, ricavandone il territorio dalle diocesi di Huejutla, di Papantla, di Tampico e di Tulancingo (quest'ultima oggi arcidiocesi).
Il 16 luglio 1975, con la lettera apostolica Beatissimam Virginem, papa Paolo VI ha confermato la Beata Maria Vergine Assunta in Cielo patrona principale della diocesi.

## Cronotassi dei vescovi
Si omettono i periodi di sede vacante non superiori ai 2 anni o non storicamente accertati.
- Ignacio Lehonor Arroyo † (15 gennaio 1963 - 2 settembre 1982 ritirato)
- Mario de Gasperín Gasperín (3 giugno 1983 - 4 aprile 1989 nominato vescovo di Querétaro)
- Luis Gabriel Cuara Méndez † (6 agosto 1989 - 18 febbraio 2000 nominato vescovo di Veracruz)
- Domingo Díaz Martínez (23 marzo 2002 - 4 giugno 2008 nominato arcivescovo di Tulancingo)
- Juan Navarro Castellanos (12 febbraio 2009 - 27 febbraio 2021 ritirato)
- Roberto Madrigal Gallegos, dal 27 febbraio 2021

## Statistiche
La diocesi nel 2022 su una popolazione di 1.124.000 persone contava 864.000 battezzati, corrispondenti al 76,9% del totale.
| anno | popolazione | popolazione | popolazione | presbiteri | presbiteri | presbiteri | presbiteri                | diaconi | religiosi | religiosi | parrocchie |
| anno | battezzati  | totale      | %           | numero     | secolari   | regolari   | battezzati per presbitero | diaconi | uomini    | donne     | parrocchie |
| ---- | ----------- | ----------- | ----------- | ---------- | ---------- | ---------- | ------------------------- | ------- | --------- | --------- | ---------- |
| 1965 | 521.684     | 543.647     | 96,0        | 37         | 37         |            | 14.099                    |         |           | 40        | 25         |
| 1968 | 607.084     | 642.134     | 94,5        | 45         | 45         |            | 13.490                    |         |           | 51        | 27         |
| 1976 | 696.207     | 732.849     | 95,0        | 46         | 46         |            | 15.134                    |         |           | 32        | 28         |
| 1980 | 724.000     | 762.000     | 95,0        | 48         | 48         |            | 15.083                    |         |           | 39        | 30         |
| 1990 | 961.000     | 1.023.000   | 93,9        | 49         | 49         |            | 19.612                    | 3       |           | 46        | 37         |
| 1999 | 1.250.000   | 1.500.000   | 83,3        | 73         | 73         |            | 17.123                    | 3       |           | 65        | 46         |
| 2000 | 1.300.000   | 1.800.000   | 72,2        | 75         | 75         |            | 17.333                    | 3       |           | 68        | 48         |
| 2001 | 1.300.000   | 2.000.000   | 65,0        | 77         | 77         |            | 16.883                    | 3       |           | 68        | 48         |
| 2002 | 1.380.000   | 2.000.000   | 69,0        | 78         | 78         |            | 17.692                    | 3       |           | 68        | 48         |
| 2003 | 1.600.000   | 2.000.000   | 80,0        | 80         | 80         |            | 20.000                    | 3       |           | 43        | 49         |
| 2004 | 1.400.000   | 2.005.000   | 69,8        | 86         | 86         |            | 16.279                    | 3       |           | 25        | 51         |
| 2010 | 1.250.000   | 2.055.000   | 60,8        | 94         | 94         |            | 13.297                    | 1       |           | 21        | 59         |
| 2014 | 900.000     | 1.200.000   | 75,0        | 92         | 92         |            | 9.782                     | 1       | 1         | 23        | 62         |
| 2017 | 911.000     | 1.172.000   | 77,7        | 94         | 94         |            | 9.691                     |         | 1         | 22        | 62         |
| 2020 | 900.500     | 1.165.000   | 77,3        | 91         | 91         |            | 9.895                     |         | 1         | 24        | 62         |
| 2022 | 864.000     | 1.124.000   | 76,9        | 92         | 92         |            | 9.391                     |         | 1         | 23        | 62         |